# Општина Сита Бузаулуј (Ковасна)
Сита Бузаулуј (рум. Sita Buzăului) општина је у Румунији у округу Ковасна.
Oпштина се налази на надморској висини од 996 m.